# Rhithrogena henschi
Rhithrogena henschi is een haft uit de familie Heptageniidae. De wetenschappelijke naam van de soort is voor het eerst geldig gepubliceerd in 1906 door Klapálek.
De soort komt voor in het Palearctisch gebied.